# Топонимия Еврейской автономной области

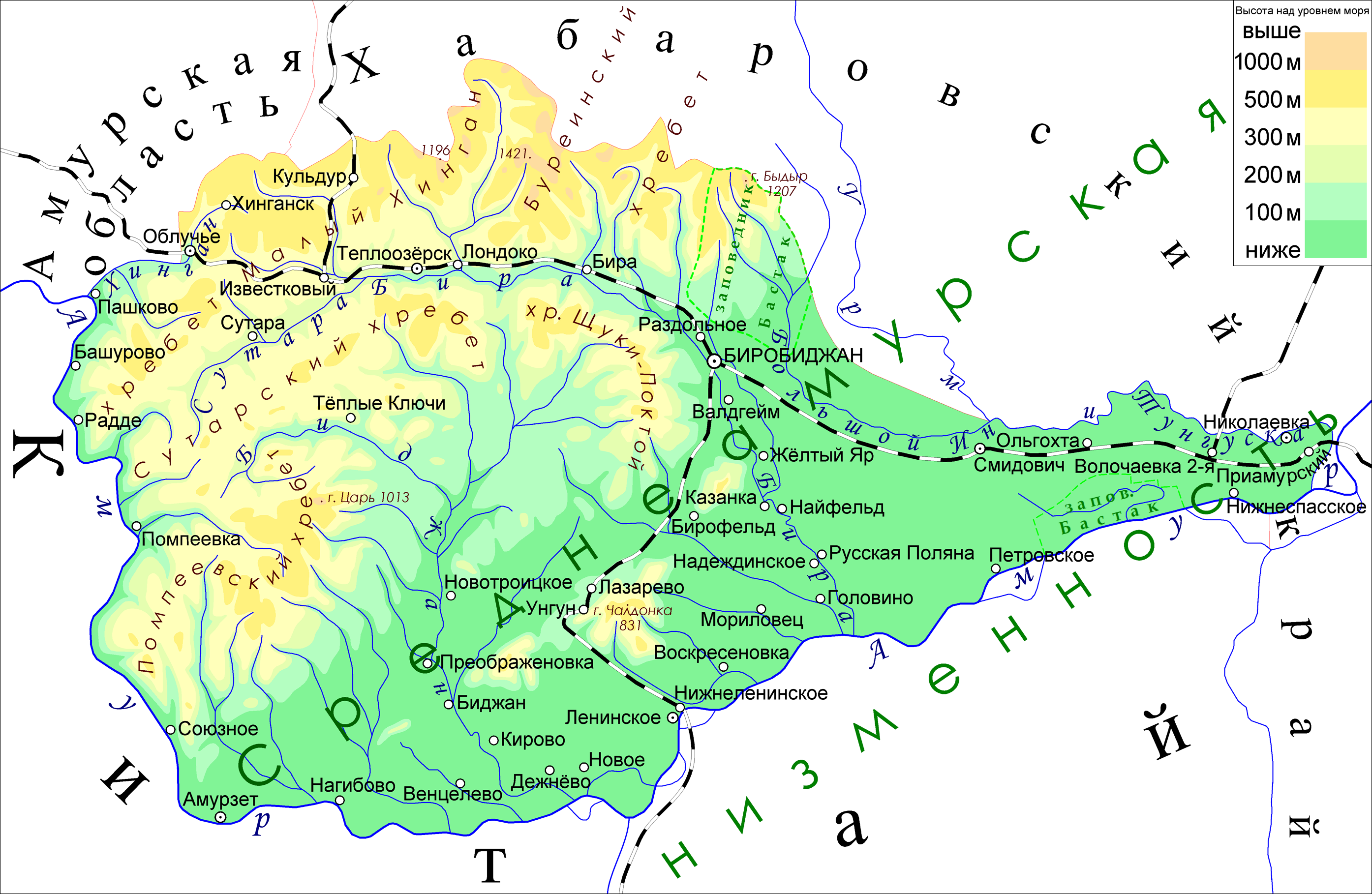
Карта Еврейской автономной области

Топонимия Еврейской автономной области — совокупность географических названий, включающая наименования природных и культурных объектов на территории Еврейской автономной области.
По состоянию на 15 декабря 2022 года, в Государственном каталоге географических названий в Еврейской автономной области зарегистрировано 1684 названия географических объектов, в том числе 112 названий населённых пунктов. Ниже приводятся списки наиболее значимых природных объектов и крупнейших населённых пунктов Еврейской автономной области с характеристиками их этимологии.

## История формирования топонимии
Регион получил своё нынешнее название в соответствии с постановлением Президиума ВЦИК от 7 мая 1934 года «О преобразовании Биро-Биджанского района в автономную Еврейскую национальную область». Ранее, 20 августа 1930 года ЦИК РСФСР принял постановление «Об образовании в составе Дальневосточного края Биро-Биджанского национального района». Постановление от 7 мая 1934 года предусматривало предоставление этому национальному району статуса автономной области.
Формирование топонимии региона шло на протяжении веков, российские исследователи выделяют следующие этапы её формирования:
- ранне исторический (I тыс. до н. э. — IV в. н. э.);
- средневековье (IV—XVII века), включающий в себя время культур мохэ и чжурчжэней;
- русский (XVII век — начало XX века), время присоединения к России территории Среднего Приамурья и возникновение русских поселений в регионе;
- советский (1930-е — до 1990 г.), время интенсивного переселенческого движения на Дальний Восток, создание и развитие ЕАО;
- современный (с начала 1990-х годов по настоящее время).

Наибольший вклад в формирование ойконимов области внёс советский период, длившийся чуть более полувека. В это период формирование топонимии региона носило двойственный характер: с одной стороны, появлялись советские топонимы, в частности, шло переименование старинных казачьих станиц (так, станица Михайло-Семёновская вначале получила название Блюхерово, в честь В. К. Блюхера, а после его репрессирования была переименована в село Ленинское, как и весь район области из Блюхеровского стал Ленинским). Аналогичным образом получили свои названия сёла Калинино, Кирово, поселки Октябрьское, корейское село Благословенное (1871 г.) было переименовано в Биробиджанский зерносовхоз, позже первоначальное название возвращено, Смидович (ранее село Некрасовка), Имени Тельмана. Наряду с переименованиями старых, возникали и новые топонимические объекты: посёлок Семисточный (Семичастный) в Облученском районе, село Песчаное в Смидовичском.
С другой стороны, в регионе появлялись ойконимы еврейского происхождения. В процессе освоения территории возник целый ряд населённых пунктов с названиями на идише, либо имеющих в своем названии еврейскую тематику, как, например, сёла Валдгейм (однодворный хутор Худзиновка); Бирофельд (колхоз Бирофельд слился с селом Александровка); в селе Алексеевка, рядом с селом Александровкой, был организован переселенческий колхоз им. Кагановича, село переименовали во Фрайланд (свободная страна), но позже название возвратилось; Найфельд (село Некипелово, слилось с колхозом Найфельд, Биробиджанский район); сёла Амурзет (Октябрьский район), Икор (Смидовичский район); исчезнувшее после наводнений начала 60-х гг XX в. село Сталинск (с 1934 года, нынешний Октябрьский район именовался Сталинским, ранее село Сталинск было селом Сталинфельд (1928), а ещё ранее это было село Бутылкино (1912?)); посёлок Самара (образован в 1873 г., после 1928 г. переселенческий колхоз «Ройтер штерн» — на русском Красная звезда, потом Юнгдорф, дословно — молодая деревня, позже селу было возвращено первоначальное наименование — Самара).
«Валдгейм» в буквальном переводе с идиш обозначает «дом в лесу», как бы указывая, нам с чего началось строительство этого села; «Найфельд» и «Бирофельд» в переводе с идиш указывают на разработку «нового» и, соответственно, «бирского» полей в этом районе, Амурзет — аббревиатура от сложного названия «Амурское земельное еврейское товарищество» (название организации по переселению трудящихся евреев на Дальний Восток), ИКОР — аббревиатура, которая обозначает «Американская организация помощи еврейскому землеустройству в СССР» (организация, созданная в 1925 году и активно участвовавшая в развитии хозяйства региона в начале 1930-х годов).

## Состав топонимии

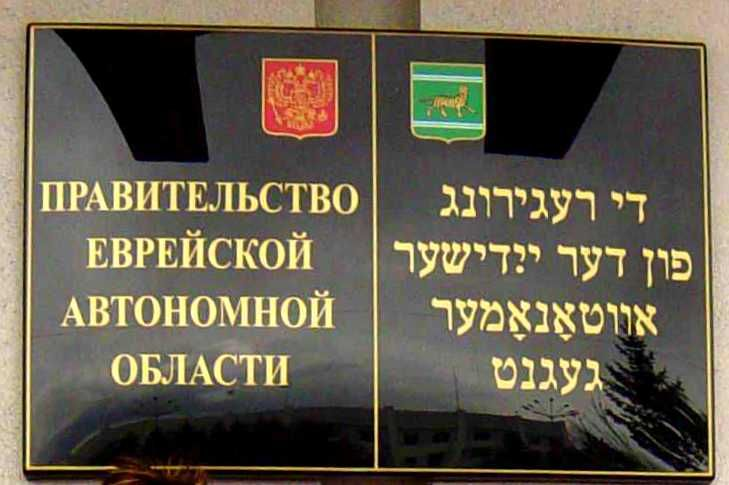
Табличка на двух языках — русском и идиш — на здании правительства ЕАО

В регионе выделяется два основных топонимических ареала:
- западный, занимает около 70 % площади области и включает в себя на севере верховья реки Биры с прилегающими к ней землями (отроги хребтов Малого Хингана), на западе и юге — долину реки Амур с прилегающими к ней землями Средне-Амурской низменности. На востоке перемычкой этого ареала является средняя и южная части долины Биры;
- восточный — занимает около 30 % области, включающий в себя на севере земли вдоль долин рек Ин и Тунгуска, до впадения последней в реку Амур на западе. На юге — это полоса приамурских земель, протянувшаяся от места впадения Биры в Амур и соединяющаяся на востоке с северными границами этого ареала. Восточная граница этого ареала является общей с западным ареалом — средняя и южная части долины реки Биры.

Согласно исследованиям российских топонимистов, около 80 % современных ойконимов в регионе русского происхождения, около 15 % происходят из якутского и тунгусо-маньчжурских языков (эвенский, маньчжурский) и менее 5 % имеют еврейское происхождение.
28 марта 1928 г. правительством СССР евреям выделена территории для заселения между реками Большой Бирой и Биджаном, названия которых имеют эвенкийское происхождение: от бира — река + биджан, биджен — постоянное стойбище. Наверное, при выделении территории для еврейского населения в России, в её название вкладывался и библейский смысл о древнем еврейском государстве Междуречье, с характерной привязкой к переводу названия реки Биджан — постоянное стойбище. Другими словами, евреи со всего света обретали родину. В названии административного центра области сохранён тот же смысл: междуречье.
Изначально местоположение административного центра было определено в глубине территории, в селе Александровка, которое, слившись с первым еврейским колхозом, стало селом Бирофельд.
20 августа 1930 г. был образован Бире-Биджанский национальный район Дальневосточного края и администрация района временно сосредоточилась в поселке Бира, основанном, как железнодорожная станция Бира в 1896 г.
В тот же период предполагалось строительство административного центра Бире-Биджанского национального района Дальневосточного края на правом берегу реки Большая Бира близ сопки Тихонькой и посёлка Тихонького (нынешний посёлок Заречье). Название городу предполагалось дать «Найштот» — «новый город».
23 ноября 1931 г. посёлок городского типа при железнодорожной станции Тихонькой, основанной в 1912 г., был переименован в рабочий посёлок Бире-Биджан Бире-Биджанского национального района Дальневосточного края.
7 мая 1934 г. Бире-Биджанский национальный район переименован в Еврейскую автономную область, административным центром которой стал рабочий посёлок Бире-Биджан. Тогда же название будущего города стало прописываться как «Биробиджан».
2 марта 1937 г. рабочему посёлку Биробиджан присвоен статус города.